# Municipio de Mason (Arkansas)
El municipio de Mason (en inglés: Mason Township) es un municipio ubicado en el condado de Yell en el estado estadounidense de Arkansas. En el año 2010 tenía una población de 331 habitantes y una densidad poblacional de 5,36 personas por km².

## Geografía
El municipio de Mason se encuentra ubicado en las coordenadas 35°2′38″N 93°7′46″O / 35.04389, -93.12944. Según la Oficina del Censo de los Estados Unidos, el municipio tiene una superficie total de 61.78 km², de la cual 60,75 km² corresponden a tierra firme y (1,68 %) 1,04 km² es agua.

## Demografía
Según el censo de 2010, había 331 personas residiendo en el municipio de Mason. La densidad de población era de 5,36 hab./km². De los 331 habitantes, el municipio de Mason estaba compuesto por el 96,37 % blancos, el 0,3 % eran afroamericanos, el 0,3 % eran amerindios, el 0,3 % eran asiáticos, el 2,42 % eran de otras razas y el 0,3 % eran de una mezcla de razas. Del total de la población el 4,53 % eran hispanos o latinos de cualquier raza.